# Reptadeonella insidiosa
Reptadeonella insidiosa är en mossdjursart som först beskrevs av Jullien 1903.  Reptadeonella insidiosa ingår i släktet Reptadeonella och familjen Adeonidae. Inga underarter finns listade i Catalogue of Life.